# 21900 Orus
21900 Orus este o planetă minoră (asteroid), cu un diametru de 50,81 km, din Asteroid troian al lui Jupiter. A fost descoperită pe 9 noiembrie 1999 la Observatorul Ōizumi de Takao Kobayashi și a fost numită după Orus. 
Obiectul prezintă o orbită caracterizată de o semiaxă mare de 5,125316 UAi, o excentricitate de 0,036, o înclinație de 8,46845 ° în raport cu ecliptica.